# Prenčov
Prenčov (allemand : Prinzdorf) , est un village de Slovaquie situé dans la région de Banská Bystrica.

## Histoire
Première mention écrite du village en 1266.

## Démographie

### Évolution de la population
| Année:               | 1994. | 2004. | 2014.   | 2024.   |
| -------------------- | ----- | ----- | ------- | ------- |
| Nombre de personnes: | 625   | 625   | 664     | 614     |
| Différence:          |       | +0 %  | +6,24 % | -7,53 % |

| Année:               | 2023. | 2024.   |
| -------------------- | ----- | ------- |
| Nombre de personnes: | 625   | 614     |
| Différence:          |       | -1,76 % |